# 江藤昌之

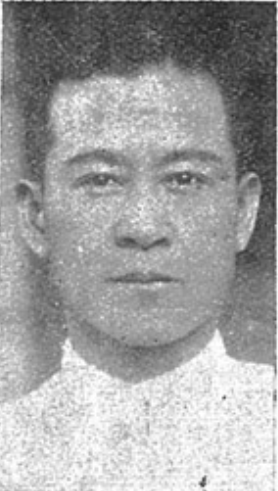
江藤昌之

江藤 昌之（えとう まさゆき、1893年（明治26年）11月25日 - 1984年（昭和59年）4月17日）は、昭和時代前期の台湾総督府官僚。

## 経歴・人物
江藤作吉の長男として福岡県遠賀郡遠賀村島津（現：遠賀町大字島津）に生まれる。1914年（大正3年）福岡県小倉師範学校を卒業し、久留米荘島小学校訓導となる。のち広島高等師範学校に入学。1919年（大正8年）3月、同校を卒業し、京都師範学校訓導兼教諭を拝命する。さらに1922年（大正11年）京都帝国大学法学部法律学科に入学し、在学中の1924年（大正13年）11月に高等試験行政科に合格。1925年（大正14年）卒業と同時に渡台し、台湾総督府に出仕する。
台北州内務部地方課勤務を振り出しに、1927年（昭和2年）地方理事官に進み、台中州勧業課長、台北州勧業課長、台湾総督府事務官営林所兼水産課勤務、文教局学務課勤務、学務課長、社会課長兼図書館長、財務局税務課長、高雄州内務部長、米穀局総務課長、興亜院廈門連絡部書記官を経て、大使館一等書記官に就任。中華民国勤務を経て、1943年（昭和18年）8月、新竹州知事に就任した。